# Відчиняй
Відчиняй (дует із Jazzex) — спільний сингл українського гурту Друга Ріка та джазового вокального секстету Jazzex, який вийшов у 2007 році. Також ця композиція стала п'ятим та останнім синглом українського гурту Друга Ріка з альбому «Рекорди». Композиція існує у двох версіях аранжування. Перша — альбомна, яка була яка виконана самостійно ДР, а друга — у дуеті з Jazzex, на яку й було знято відеокліп.

## Музичний кліп
На підтримку пісні було знято відеокліп з участю обох колективів. Режисером виступив Віктор Скуратовський.

## Список композицій
| #  | Назва                        | Тривалість |
| -- | ---------------------------- | ---------- |
| 1. | «Відчиняй (Альбомна версія)» | 3:30       |
| 2. | «Відчиняй (дует із Jazzex)»  | 3:42       |

## Учасники запису
Друга Ріка
- Валерій Харчишин — вокал
- Олександр Барановський — гітара
- Дорошенко Олексій — ударні
- Біліченко Сергій — гітара
- Віктор Скуратовський — бас-гітара
- Сергій Гера — клавішні

Запрошені музиканти
- Вокальний сикстет Jazzex

## Чарти
| Чарт (2007)                                                    | Позиція |
| -------------------------------------------------------------- | ------- |
| Ukrainian Top 40 [Архівовано 19 січня 2018 у Wayback Machine.] | 1       |
| Rock Top 20 [Архівовано 19 січня 2018 у Wayback Machine.]      | 1       |